# Bromius
Bromius là một chi bọ cánh cứng trong họ Chrysomelidae.
Chi này được Chevrolat miêu tả khoa học năm 1837.

## Các loài
Chi này gồm các loài:
- Bromius obscurus Linnaeus, 1758